# Juju (főpap)
Juju ókori egyiptomi pap volt a XIX. dinasztia idején, Ozirisz főpapja Abüdoszban II. Ramszesz és talán Merenptah uralkodása alatt.
Juju főpapok hosszú sorából származott, családjából ő a hatodik, aki betöltötte Ozirisz főpapjának pozícióját. Korábban úgy vélték, Hori Ozirisz-főpap fia és Wenennofer Ozirisz-főpap unokája, a Louvre-ban található sztéléjén azonban szülei neve Wennofer, Ozirisz főpapja és Tiji, más néven Nofertari, Ozirisz énekesnője, ami azt jelenti, Hori a testvére volt.
Jujut ábrázolja egy kettős szobor, melynek főalakjai apja, Wenennofer és nagyapja, Meri (szintén Ozirisz főpapja). A ma Kairóban található szobor (Cairo JdE 35257) Wenennofer főpap családját a hátsó felületén ábrázolja. Juju bátyja, Ramosze istállómester mögött áll, és Ízisz papjaként említik. Mögötte állnak fivérei: Sziésze, Ozirisz második prófétája, Hór, Hórusz papja és Meri, Ozirisz papja és felolvasópapja. Egy másik sorban Juju lánytestvérei állnak: Wiay, Iszetnofret, Mutnofret és Buia.
Jujut ábrázolja egy gránitból készült naofór (szentélytartó) szobor, melyen kezében kis naoszt tart, benne Ozirisz ábrázolásával. Ez ma a Louvre-ban látható (A 69). Juju címei a szobron: Ozirisz főpapja, A Nyugat elöljárójának kamarása, Abüdosz urának heszek-papja. Fia és utódja a főpapi pozícióban Sziésze volt.

## Fordítás
- Ez a szócikk részben vagy egészben  a   Yuyu (High Priest of Osiris) című angol Wikipédia-szócikk ezen változatának fordításán alapul.  Az eredeti cikk szerkesztőit annak laptörténete sorolja fel. Ez a jelzés csupán a megfogalmazás eredetét és a szerzői jogokat jelzi, nem szolgál a cikkben szereplő információk forrásmegjelöléseként.